# Department of the Environment and Heritage
El Departamento de Medio Ambiente y Patrimonio (Department of the Environment and Heritage) fue un departamento del gobierno australiano que existió entre octubre de 1998 y diciembre de 2007.

## Alcance
Información acerca de las funciones del departamento y / o asignación de fondos del gobierno se podría encontrar en los Arreglos de órdenes administrativas, las Cuentas anuales de la cartera de presupuesto, en los informes anuales del Departamento y en la página web del Departamento.
En su creación, el Departamento fue responsable de:
- Medio ambiente y conservación
- Meteorología
- Administración del Territorio Antártico Australiano y el Territorio de la Isla Heard y McDonald
- Patrimonio natural y construido
- Coordinación de las políticas de Efecto Invernadero

## Estructura
El Departamento fue un Servicio Público australiano, integrado por funcionarios responsables de la ministra de Medio Ambiente y Patrimonio.  El Departamento fue dirigida por un Secretario, inicialmente Roger Beale (hasta principios de 2004) y luego David Borthwick.